# Úlfheðinn

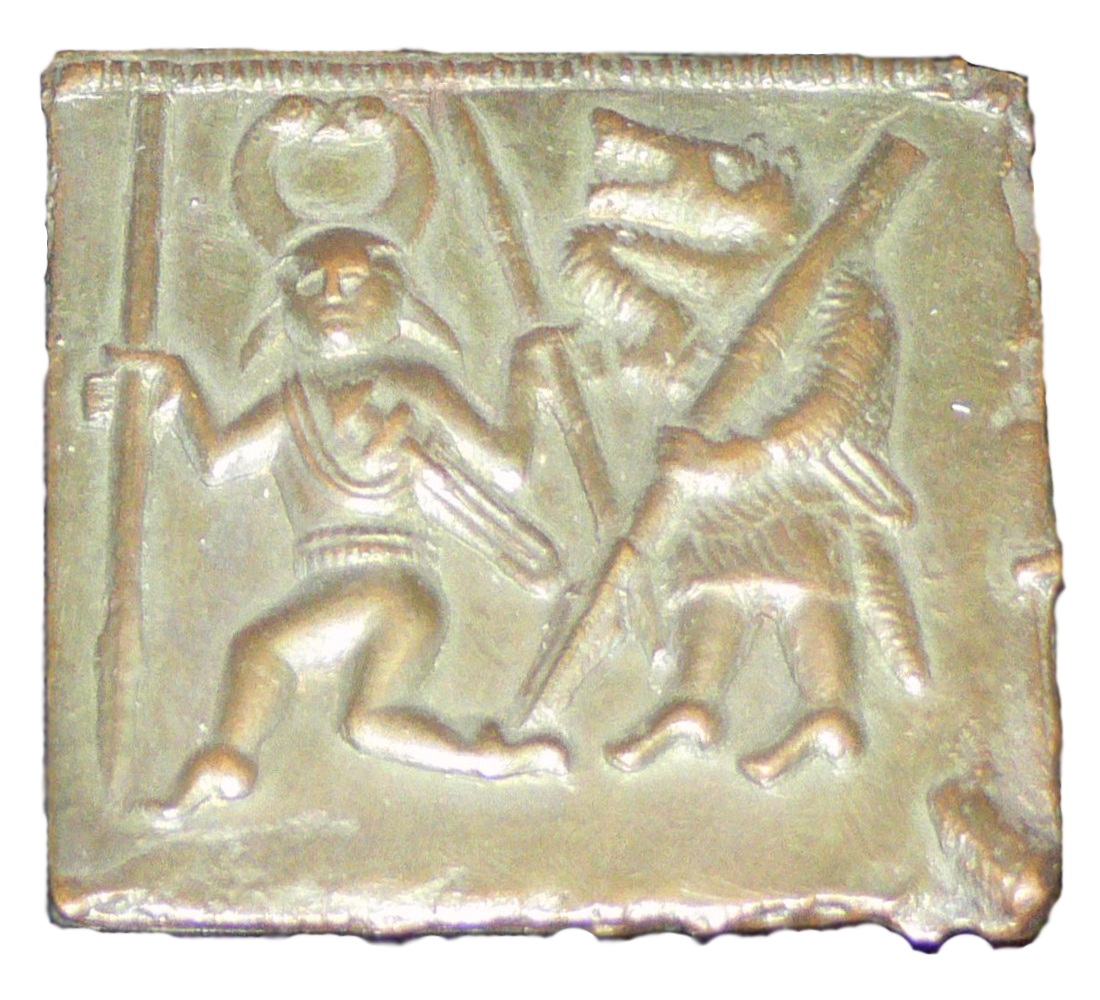
Tavoletta di bronzo raffigurante un guerriero con copricapo cornuto e un úlfheðinn, della seconda metà del VI secolo d.C., rinvenuta nella pieve di Torslunda, nell'isola di Öland

Gli Úlfheðnar (al singolare Úlfheðinn: letteralmente, «vestiti di lupo») erano guerrieri citati nella letteratura norrena. 
Talvolta descritti come una variante dei Berserkir, a differenza di quest'ultimi propriamente detti (che vestivano solitamente pelli di orso), gli Úlfheðnar si coprivano esclusivamente con la pelle del lupo da loro ucciso. Come i lupi  combattevano in gruppo, a differenza dei Berserkir che combattevano singolarmente come gli orsi.
Erano noti per il loro impeto guerriero che ritenevano ceduto a loro dal dio Odino e dall'animale totemico, il lupo, che invece in epoca moderna si suppone derivato dall'assunzione di sostanze psicotrope. Saxo Grammaticus riporta della loro assunzione di sangue del proprio animale totemico, ma non si esclude che assumessero un mix birra, estratto di amanita muscaria e digitale, che dava loro allucinazioni, comportava anche aumento della temperatura corporea, del battito cardiaco e dell'adrenalina. Dopo aver assunto queste sostanze, si abbandonavano in festeggiamenti e da lì si lanciavano in battaglia.

## Testimonianze

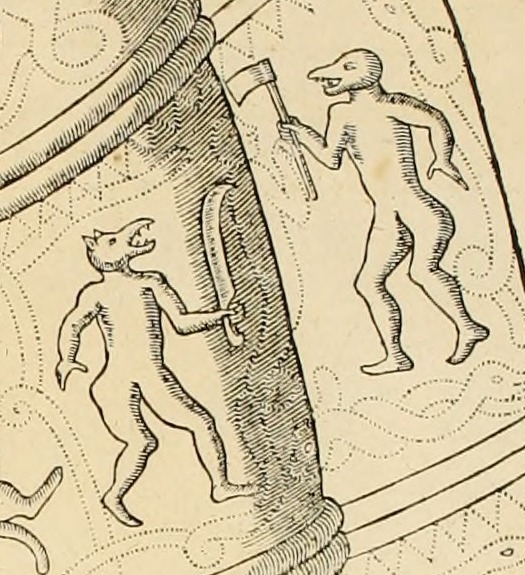
Immagini incise sui corni d'oro di Gallehus, V secolo.

Dei Berserkir e Úlfheðnar si parla nella saga di Egil, nella saga di Hrolf, nella saga degli Ynglingar, nella saga di Grettir, nell'Edda in prosa.
La più antica rappresentazione in ambito norreno di guerrieri vestiti di pelle di lupo, o di guerrieri con teste di lupo, è sui corni d'oro di Gallehus, del V secolo, rinvenuti in Danimarca.
Vi sono rare testimonianze di guerrieri vestiti di pelle di lupo tra le popolazioni germaniche anche prima nel periodo protonorreno.
La scena 36 della colonna di Traiano, completata nel 113 d.C., rappresenta alcuni mercenari germanici scalzi con delle cappe di pelle di orso o di lupo.
Anche Tacito, in riferimento agli Arii (una tribù dei Lugi), menziona gruppi di combattenti germanici con caratteristiche simili.
Sempre in ambito germanico, a Gutenstein, è stata rinvenuta un fodero di spada del VII secolo rappresentante un guerriero vestito di pelli di lupo.
Fino alla conversione al cristianesimo i Úlfheðnar furono truppe d'élite dei re scandinavi.
Vennero banditi nel 1015 e i gruppi organizzati scomparvero nel 1100.
Furono proprio le storie sugli Úlfheðnar a contribuire alle leggende sui lupi mannari: il vescovo Olaus Magnus parla di «Licantropi del Baltico».